# 콜로라도 로키스
콜로라도 로키스(영어: Colorado Rockies)는 미국 콜로라도주 덴버를 연고지로 하는 프로 야구 팀이다. 메이저 리그 내셔널 리그 서부 지구 소속이다. 이 팀은 1993년에 창단되었으며 뉴욕 양키스가 1983년 4월 12일 이전까지 홈구장 개수가 완료되지 않으면 해당 구단(콜로라도) 연고지인 덴버 등 전국 순회 경기를 펼칠 예정이었으나 2002년까지 양키스가 모든 홈경기를 양키 스타디움에서 치뤄야 한다는 계약 때문에 좌절됐다.
마이애미 말린스와 함께 메이저 리그의 확장정책으로 생긴 콜로라도 로키스는 말린스가 두 번의 우승을 경험하는 동안 단 한 번의 와일드카드 진출에 만족해야 했다.
하지만 말린스가 유망주 모으기-그들이 전부 성장할 때쯤에 우승-대방출 패턴을 거치는 동안 로키스는 나름대로 꾸준히 전력을 모아왔고, 2007년 치열한 내셔널 리그 서부지구에서 시즌 마지막 날까지 한치 앞을 내다볼 수 없는 진흙탕싸움을 견뎌내었다.
결국 162게임을 다 마무리 한 날, 샌디에이고 파드리스와 승률이 같아져 버린 로키스는 단판승제의 플레이오프게임에서 2007년 사이영 수상자 제이크 피비와 명예의 전당 입성이 유력한 마무리 트레버 호프먼을 물리치고 와일드카드 자격으로 플레이오프에 오르게 된다. (당시 지구우승은 애리조나 다이아몬드백스)
플레이오프에서 승승장구하며 월드시리즈까지 처음으로 올라갔으나, 결국 그해의 최종 우승 팀은 보스턴 레드삭스에게로 돌아갔고, 로키스는 다음 해를 기약해야 했다.
감독은 버드 블랙, 단장으로는 제프 브리디치가 있다.

## 휴미더
휴미더란 콜로라도 로키스에서 볼 수 있는 것으로, 볼에 어떤 변화를 주는 장치가 아니고, 메이저 리그 규정에 맞도록 제작된 상태 그대로 유지 보관하는 기능을 갖춘 시설이다.
쿠어스 필드가 위치한 덴버는 해수면보다 정확히 1마일(약 1600m)가 높은데(덴버시의 별명은 Mile-High City), 이런 지리적 조건으로 말미암아 공기가 더 가볍고 건조하다고 하며, 이것은 타자들의 기록 향상에 많은 도움이 되고 있다는 것이 정설이다. 다만 이 말은 반대로 말하자면, 투수들에게는 기록 저하를 유발하는데, 이것은 콜로라도 로키스 팀에게 항상 약점으로 지적되어 왔으며, 이것을 방지하기 위해 로키스 구단에서 설치한 것이 이 휴미더이다.
휴미더는, 로키스 구단에 따르면, 습도와 온도를 조절하여 공이 항상 제작된 당시와 동일한 상태를 유지할 수 있도록 도와주는 것인데, 한때는 다른 구단들이 로키스 구단의 이런 볼 보관에 대해서 비난해 왔으나, 이제는 휴미더의 역할보다는 투수들의 역량 향상으로 인정하는 분위기이다.
오히려 다른 구단에서도 휴미더를 설치하자는 의견이 불고 있는데, 이같은 의견의 배경에는 단순한 투수력 향상이라는 측면보다는 오히려 공의 상태를 유지하는 측면에서 많은 지지를 얻고 있다.

## 주요 선수
- 우발도 히메네즈
- 트로이 툴로위츠키
- 휴스턴 스트리트
- 크리스 이아네타
- 토드 헬턴
- 제이슨 지암비
- 카를로스 곤살레스
- 놀란 아레나도
- 래리 워커

## 유명 선수
- 에스밀 로저스
- 윌린 로사리오

## 영구 결번
- #17 토드 헬턴
- #42 재키 로빈슨(전 구단 공통)

## 역대 한국인 선수
(로키스 시절 등번호, 포지션, 로키스에서 소속이던 시즌)
- 김병현 - 49번, 투수, 2005년~2007년
- 김선우 - 51번, 투수, 2005년~2006년
- 오승환 - 18번, 투수, 2018년~2019년